# Miner austral
El miner austral (Geositta antarctica) és una espècie d'ocell de la família dels furnàrids (Furnariidae).

## Descripció
- Fa uns 15 cm de llarg i uns 37 gr de pes. Bec d'uns 14 mm.
- Per sobre és marró clar. Per sota blanquinós amb el pit una mica menys clar. Cella clara poc notable.

## Hàbitat i distribució
Habita zones obertes del sud de l'Argentina i de Xile a la llarga de l'Estret de Magallanes i la Terra del Foc.